# Université de technologie de Chine orientale
 (octobre 2019).
 (octobre 2019).
L'université de technologie de Chine orientale (ECUT; en chinois simplifié: 东华理工大学; en chinois traditionnel: 東華理工大學; en pinyin: Dōnghuá Lǐgōng Dàxué) est une université chinoise située à Nanchang. Elle accueille environ 30 000 étudiants encadrés par plus de 1 600 enseignants.

## Histoire
Université de technologie de Chine orientale (ECUT), originaire de l'école géologique de Taigu et a été créée en 1956. En tant qu'institution de défense de l'État et premier collège de l'industrie nucléaire en Chine, ECUT a connu une histoire de plus de 60 ans avec une excellente réputation dans la recherche et éducation. En 1958, l'école a déménagé à Fuzhou et plus tard à Nanchang, dans la province du Jiangxi. Actuellement, l'ECUT est géré conjointement par le gouvernement du Jiangxi et l'Association chinoise de l'énergie atomique (CAEA), le ministère des Ressources naturelles (MRN), la China National Nuclear Corporation (CNNC).
Depuis sa création, ECUT a concentré son enseignement et sa recherche dans le domaine de la science nucléaire et de la géologie, les disciplines pertinentes étant progressivement développées. Sur la base des disciplines présentées, ECUT s'est développé dans les domaines du tourisme géologique, de l'économie géologique, de la chimie géologique et de l'environnement géologique, etc. Jusqu'à présent, ECUT a étendu son enseignement et sa recherche à l'ingénierie, la science, la langue, la gestion, l'économie et les arts , parmi lesquels1 programme doctoral, 71 programmes de master et 72 programmes de licence, formant plus de 20 écoles et centres de recherche.
Grâce à la persistance des disciplines traditionnelles, la géologie, la chimie et l'électronique sont classées parmi les meilleures disciplines de la province et financées par le gouvernement, ce qui conduit au développement ultérieur de l'université,.

## Collège et département
- École des sciences de la terre
- École des sciences et technologies nucléaires
- École de géophysique et de technologie de mesure et de contrôle
- École de chimie, biologie et science des matériaux
- École des ressources en eau et du génie de l'environnement
- École de géomatique
- Ecole d'Ingénierie de l'Information
- École de génie logiciel
- École de génie mécanique et électronique
- École d'économie et de gestion
- Ecole de chinois et de droit
- École de langues étrangères
- École de science
- École du marxisme
- École de formation des enseignants
- École d'éducation physique
- École d'enseignement professionnel
- École de formation postdoctorale
- Laboratoire clé des ressources nucléaires et de l'environnement de Jiangxi
- Jiangxi Laboratoire clé de spectrométrie de masse et d'instrumentation
- École internationale